# Капетолина и Еротида
Капитолина и Еротиида Кападокијска (? - 304[1]) - ранохришћански мученици и светитељи који су страдали почетком 4. века за време прогона хришћана од римског цара Диоклецијана (284-305).
Света Капитолина је рођена у богатој и племенитој породици која је живела у Кесарији Кападокијској, као и свети Фирмилијан. Дубоко верујући у Христа, сву своју имовину поделила је сиромасима и ослободила је своје робове. Сазнавши да је хришћанка, незнабошци су је ухватили и затворили. Она се неустрашиво појавила пред намесником Зиликинтом, који је, по наређењу цара Диоклецијана, прогонио хришћане. Да би избегао јавно мучење једне тако племените жене као што је Капитолина, намесник јој је предложио да се одрекне вере у Христа, али је она рекла да нема веће части за њену породицу од прослављања мученика, проповедника вере и учитеља божанске мудрости, као што је Фирмилијан. Тада је света Капитолина бачена у тамницу, а сутрадан, због одбијања да принесе жртву идолима, посечена је мачем.
Њена слушкиња Еротиида је одмах ухваћена и бичевана јер је стала за своју господарицу тако што је бацила камен на владара и ударила га у лице, али је милошћу Божијом остала неповређена. Тада јој је мачем одсечена глава.
Капитолина и Еротиида Кападокијска се помињу 9. новембра (27. октобра ).